# Cedronella canariensis
Cedronella canariensis — єдиний у своєму роді вид багаторічних трав'янистих ароматних рослин поширених на а. Мадейра, Азорських і Канарських островах; натуралізований у ПАР, Австралії, Новій Зеландії, Каліфорнії.

## Біоморфологічна характеристика
Листки зубчасті. Приквітки зазвичай невеликі, лінійні. Чашечка трубчаста, трохи зігнута і розширена до горла, дзвінчаста при плодах, 5-лопатева, частки рівні, вузькокутні, гострі або загострені, горло відкрите, злегка косі. Віночок сильно 2-губий, 5-лопатевий (2/3), рожевий, задня губа ± сплющена, виїмчаста. Горішки еліптичні, гладкі, залозисто запушені. 2n = 10.